# Еденіт
Еденіт або еденітова рогова обманка — мінерал, дволанцюговий силікат амфіболової групи із загальним хімічним складом {\displaystyle {\ce {NaCa2Mg5(Si7Al)O22(OH)2}}}. Еденіт названий на честь місцевості Еденвіль, округ Орандж, штат Нью-Йорк, де його вперше було описано.

## Прояви
Еденіт знаходиться переважно в метаморфічних породах, трапляючись у скупченнях інших багатих на магній мінералів у мармурових формаціях або з багатими на гранат лерцолітами з глибин земної кори. Таким чином, знахідка еденіту в польових умовах може свідчити про високотемпературний регіональний метаморфізм навколишніх порід.

## Використання та значення
Хоча еденіт не є важливим для комерційного чи промислового застосування, його часто вивчають через його унікальні властивості хімічного заміщення. Результати досліджень, проведених на амфіболах, показали, що еденіт особливо добре підходить для вбудовування аніонів хлору в свою хімічну струкутру. Це робить еденіт хорошим кандидатом для використання у фракціонуванні ізотопів хлору в амфіболвмісних породах. Багато синтетичних варіацій еденіту також використовують в геохімічних дослідженнях для отримання борного аналога фтореденіту.

## Габітус кристалів
Еденіт належить до моноклінної кристалічної системи та кристалічного класу 2/m (просторова група C2/m). Це означає, що кристалічний еденіт симетричний навколо подвійної осі обертання, яка потім відбивається через дзеркальну площину, перпендикулярну до довгої осі мінералу.

## Оптичні властивості
Еденіт — двовісний позитивний мінерал. При розгляді тонкого шліфа за допомогою петрографічного мікроскопа він має біло-сірий колір з блідо-зеленим плеохроїзмом у плоскополяризованому світлі. Під перехресними полярами його інтерференційні кольори варіюються від сірого першого порядку до синього першого порядку.